# Grey Daze
A Grey Daze egy amerikai rockzenekar. A Linkin Park frontemberének, Chester Benningtonnak a korábbi zenekara.
Az együttes törzshelye az arizonai Phoenixhez nyúlik vissza. 1992-ben alapította meg Chester Bennington és Jonathan Krause. A zenekar eredetileg megszűnt volna 1998-ban, viszont 2020-ban visszatértek, már Chester Bennington nélkül.
A zenekar eredeti gitárosa 1995 után Bobby Benish volt 1998-ig, 2017 óta Christin Davis a gitáros.

## A zenekar tagjai

### Jelenlegi tagok
- Christin Davis (2017–)
- Jonathan Krause (1992–1998, 2017–)
- Jason Barnes (1992–1998, 2017–)

### Korábbi tagok
- Chester Bennington (1992–1998)
- Bobby Benish (1992–1998)
- Steve Mitchell (1992–1998)

## Diszkográfia

### Albumok
- Wake Me (1994)
- No Sun Today (1997)
- Amends (2017)

Az Amends album Chester Bennington emlékére készült a régebbi dalokból összeválogatva 2017-ben.

### Kislemezek
- 2020: What’s in the Eye
- 2020: Sickness
- 2020: Sometimes
- 2020: Soul Song
- 2020: B12
- 2020: Shouting Out (Stripped)